# OTO Mod. 42
Az OTO Mod. 42 egy gyújtó típusú harckocsi elleni kézigránát volt, melyet az olasz hadsereg használt a második világháború alatt.

## Történet
Az olasz hadsereg nem rendelkezett harckocsik elleni gránáttal a második világháború kitörésekor. Ezt a hiányt 1942-ben pótolták a Breda Mod. 42 és az OTO Mod. 42 gránátok rendszeresítésével.

## Leírás
A gránát gyújtószerkezete az OTO Mod. 35 gránátról származik, amely egy alumínium markolatba van csavarozva, azzal csatlakozva a gránáttesthez. A gránáttest egy üvegpalack, melyet lángszóró folyadékkal és benzinnel töltöttek meg. Az üvegpalack becsapódáskor vagy a gyújtó élesedésekor szétrobban. Az ötlet eredetileg a harcmezőn a katonák által fabrikált robbanóeszközökből eredt. Egy OTO Mod. 35 gránátot erősítettek össze gyújtófolyadékkal töltött üvegpalackokkal.
A katonákat arra képezték, hogy a harckocsik hűtőventilátorát  célozzák, így a folyadék először bekerül a jármű belsejébe, majd csak azután gyullad meg.

## Fordítás
- Ez a szócikk részben vagy egészben  az   OTO Mod. 42 című angol Wikipédia-szócikk ezen változatának fordításán alapul.  Az eredeti cikk szerkesztőit annak laptörténete sorolja fel. Ez a jelzés csupán a megfogalmazás eredetét és a szerzői jogokat jelzi, nem szolgál a cikkben szereplő információk forrásmegjelöléseként.